# Alma Reville
Alma Lucy Reville (Nottingham, 14 agosto 1899 – Los Angeles, 6 luglio 1982) è stata una sceneggiatrice inglese conosciuta soprattutto per essere stata la moglie di Alfred Hitchcock che conobbe mentre era assistente regista in uno dei suoi primi film.

## Biografia
Reville e Hitchcock si sposarono a Londra il 2 dicembre 1926 ed ebbero una figlia, Patricia. Alma Reville lavorò in parecchi film del marito, soprattutto come sceneggiatrice e aiuto regista, anche se il suo lavoro a volte non fu accreditato. Come attrice, nel 1918 aveva avuto il ruolo della moglie di Lloyd George in The Life Story of David Lloyd George, un film biografico di Maurice Elvey a lungo ritenuto perduto e che è stato ritrovato nel 1994. Appare anche in un piccolo ruolo in un film di Hitchcock del 1927, Il pensionante, sia pure non accreditata.

## Filmografia

### Sceneggiatrice
- Vinci per me! (The Ring), regia di Alfred Hitchcock (1927)
- The Constant Nymph, regia di Adrian Brunel (1928)
- A South Sea Bubble, regia di T. Hayes Hunter (1928)
- The First Born, regia di Miles Mander (1928)
- After the Verdict, regia di Henrik Galeen (1929)
- The Romance of Seville, regia di Norman Walker (1929)
- Giunone e il pavone (Juno and the Peacock), regia di Alfred Hitchcock (1930)
- Omicidio! (Murder!), regia di Alfred Hitchcock (1930)
- Fiamma d'amore (The Skin Game), regia di Alfred Hitchcock (1931)
- Mary, regia di Alfred Hitchcock (1931)
- The Outsider, regia di Harry Lachman (1931)
- Sally in Our Alley, regia di Maurice Elvey (1931)
- Ricco e bizzarro (Rich and Strange), regia di Alfred Hitchcock (1931)
- The Water Gipsies, regia di Maurice Elvey (1932)
- Nine Till Six, regia di Basil Dean (1932)
- Numero diciassette (Number Seventeen), regia di Alfred Hitchcock (1932)
- Vienna di Strauss (Waltzes from Vienna), regia di Alfred Hitchcock (1934)
- Forbidden Territory, regia di Phil Rosen (1934)
- The Passing of the Third Floor Back, regia di Berthold Viertel (1935)
- Il sospetto (Suspicion), regia di Alfred Hitchcock (1941)
- L'ombra del dubbio (Shadow of a Doubt), regia di Alfred Hitchcock (1943)
- Tutti pazzi (It's in the Bag!), regia di Richard Wallace (1945)
- Il caso Paradine (The Paradine Case), regia di Alfred Hitchcock (1947)
- Paura in palcoscenico (Stage Fright), regia di Alfred Hitchcock (1950)
- Lux Video Theatre - serie TV, 2 episodi (1955)
- American Playhouse - serie TV, 1 episodio (1987)
- L'ombra di un dubbio (Shadow of a Doubt) - film TV (1991)

### Aiuto regista
- Il labirinto delle passioni (The Pleasure Garden), regia di Alfred Hitchcock (1925)
- L'aquila della montagna (The Mountain Eagle), regia di Alfred Hitchcock (1926)
- Il pensionante (The Lodger: A Story Of The London Fog), regia di Alfred Hitchcock (1927)

### Attrice
- The Life Story of David Lloyd George, regia di Maurice Elvey (1918)
- Il pensionante (The Lodger: A Story Of The London Fog), non accreditata, regia di Alfred Hitchcock (1927)

### Montatrice
- L'ultima danza (Woman to Woman), regia di Graham Cutts (1923)